# Andrzej Urbańczyk (1946–2001)
Andrzej Tadeusz Urbańczyk (ur. 27 października 1946 w Lublińcu, zm. 7 sierpnia 2001 w Sidari) – polski polityk, dziennikarz, publicysta, poseł na Sejm II i III kadencji.

## Życiorys
Syn Pawła i Marii. Ukończył w 1970 studia na Wydziale Filologicznym Uniwersytetu Jagiellońskiego, następnie w 1977 studia podyplomowe na Akademii Ekonomicznej w Krakowie w zakresie organizacji i zarządzania. Kierował studenckim klubem „Nowy Żaczek”. działał w radzie uczelnianej Zrzeszenia Studentów Polskich UJ, należał do grupy założycieli czasopisma „Student” (w latach 1968–1972 był kierownikiem działu krajowego).
W 1966 rozpoczął karierę dziennikarską jako współpracownik Polskiego Radia w Krakowie. W latach 1970–1975 był reporterem, publicystą i kierownikiem działu „Echa Krakowa”. W 1975 został dziennikarzem krakowskiego ośrodka Telewizji Polskiej, był publicystą, kierownikiem redakcji publicystyki, autorem filmów dokumentalnych. Grał epizodyczne role w filmach, m.in. Wodzireju w reżyserii Feliksa Falka.
W 1980 został redaktorem naczelnym ośrodka Telewizji Polskiej w Krakowie, odwołano go z tej funkcji w 1983. Od 1984 pracował w miesięczniku „Zdanie”. najpierw jako zastępca redaktora naczelnego, a w latach 1989–1990 jako redaktor naczelny. W 1990 przez kilka miesięcy pełnił funkcję redaktora naczelnego „Gazety Krakowskiej”. W lutym 2000 został redaktorem naczelnym „Trybuny”. Prowadził również zajęcia dydaktyczne ze studentami dziennikarstwa i filmoznawstwa na Uniwersytecie Jagiellońskim i w Wyższej Szkole Pedagogicznej w Krakowie. Na początku lat 90. prowadził firmę wydawniczą „BUS” s.c.
Od 1972 do rozwiązania był członkiem Polskiej Zjednoczonej Partii Robotniczej. Brał udział w organizacji Ruchu 8 Lipca. Był delegatem na IX i XI (ostatni) zjazd PZPR. W 1990 znalazł się wśród założycieli Socjaldemokracji Rzeczypospolitej Polskiej, w 1999 wstąpił do Sojuszu Lewicy Demokratycznej, zasiadał we władzach krajowych obu tych partii.
W latach 1993–2001 sprawował mandat poselski z listy SLD na Sejm II i III kadencji. Pracował w Komisji Spraw Zagranicznych oraz Komisji Kultury i Środków Przekazu, której był wiceprzewodniczącym. Od 1996 pełnił funkcję rzecznika prasowego Klubu Parlamentarnego SLD. Wchodził w skład delegacji polskiej do Zgromadzenia Parlamentarnego Rady Europy.
W latach 1972–1982 należał do Stowarzyszenia Dziennikarzy Polskich (m.in. od 1977 jako członek zarządu głównego i od 1980 członek rady głównej). Od 1983 był członkiem Stowarzyszenia Dziennikarzy RP. Był pomysłodawcą Krakowskiej Nocy Poetów w 1972. Związany z grupą inicjatorów odbudowy Pomnika Grunwaldzkiego. Współorganizator działalności Klubu Twórców i Działaczy Kultury „Kuźnica”. Po jego reaktywowaniu w 1989 był wiceprzewodniczącym, a od 1993 prezesem. W tym samym roku wszedł w skład Społecznego Komitetu Odnowy Zabytków Krakowa.
Publikował także m.in. w „Życiu Literackim”, „Przekroju”, „Zeszytach Prasoznawczych”. Autor filmów dokumentalnych Powrót króla (1976), Kuchnia godziny dwunastej (1977), Niedaleko od ziemi (1977). Twórca reportaży i audycji publicystycznych w Telewizji Polskiej, w latach 1984–1988 współautor cykli Było, nie minęło oraz Myślenie ma kolosalną przyszłość. Autor i współautor książek: Pomnik Grunwaldzki w Krakowie, Trzech na jednego, Cyrk Edison, Wyspiański w krainie filmu.
7 sierpnia 2001 podczas urlopu w Grecji Andrzej Urbańczyk zachłysnął się wodą, na skutek czego utonął w wodach tzw. kanału miłości w Sidari. Polityk został pochowany na cmentarzu Rakowickim w Krakowie. Ceremonia pogrzebowa miała charakter świecki.

## Odznaczenia
W 2001 został pośmiertnie odznaczony Krzyżem Oficerskim Orderu Odrodzenia Polski.